# Josh Pence
Josh Pence (Santa Mónica, California; 8 de junio de 1982) es un actor estadounidense, más conocido por interpretar al doble de cuerpo de Armie Hammer como Tyler Winklevoss en la película The Social Network (2010).

## Carrera
Pence tuvo su primera aparición en la película El buen pastor, en el rol de "El hombre de los huesos" (sin créditos).
En 2010 actuó como doble de cuerpo de Armie Hammer en The Social Network, interpretando a uno de los hermanos Winklevoss, siendo para ello su rostro cambiado por el de Hammer en posproducción. 
También interpretó a una versión joven de Ra's al Ghul en la película de Christopher Nolan de 2012 The Dark Knight Rises, última parte de la trilogía de Batman de The Dark Knight.

## Filmografía
| Año  | Título                    | Papel                          | Notas                                                       |
| ---- | ------------------------- | ------------------------------ | ----------------------------------------------------------- |
| 2006 | El buen pastor            | Hombre de los huesos           | Sin crédito                                                 |
| 2010 | The Social Network        | Tyler Winklevoss               | Doble de cuerpo de Armie Hammer                             |
| 2011 | The Algerian              | Patrick                        |                                                             |
| 2012 | Battleship                | Jefe Moore                     |                                                             |
| 2012 | The Dark Knight Rises     | Joven Ra's al Ghul             |                                                             |
| 2013 | Gangster Squad            | Daryl Gates                    |                                                             |
| 2015 | Víctor: el poder de la fe | Pastor Jimmy                   |                                                             |
| 2015 | Revenge                   | Supervisor de asuntos sociales | Cameo en la última temporada de Revenge en varios episodios |